# Urrugne
Urrugne – miejscowość i gmina we Francji, w regionie Nowa Akwitania, w departamencie Pireneje Atlantyckie.
Według danych na rok 1990 gminę zamieszkiwało 6098 osób, a gęstość zaludnienia wynosiła 121 osób/km² (wśród 2290 gmin Akwitanii Urrugne plasuje się na 62. miejscu pod względem liczby ludności, natomiast pod względem powierzchni na miejscu 117.).